# Pulitzer-Preis 1970
Der Pulitzer-Preis 1970 war die 54. Verleihung des renommierten US-amerikanischen Literaturpreises. Es wurden Preise in 17 Kategorien im Bereich Journalismus und in den Bereichen Literatur, Theater und Musik vergeben.
Erstmals in diesem Jahr verliehen wurde ein Preis in der Kategorie Kritik oder Kommentar (Criticism or Commentary), die zur Verleihung 1973 in die beiden Kategorien Kritik (Criticism) und Kommentar (Commentary) gesplittet wurde.
Die Jury des Pulitzer-Preises bestand aus 14 Personen, unter anderem Joseph Pulitzer, Enkel des Pulitzer-Preis-Stifters und Herausgeber des St. Louis Post-Dispatch, und Andrew W. Cordier, Präsident der Columbia-Universität.

## Preisträger
| Kategorie                                                                                                   | Preisträger                                                     | Begründung |
| --- | --------------------------------------------------------------- | --- |
| Dienst an der Öffentlichkeit (Public Service)                                                               | Newsday                                                         | Preis verliehen für die dreijährige Untersuchung und anschließende Berichterstattung über geheime Grundstücksverkäufe im Osten von Long Island.      |
| Allgemeine Lokalnachrichten oder Berichte von aktuellen Schauplätzen (Local General or Spot News Reporting) | Thomas Fitzpatrick, Chicago Sun-Times                           | Preis verliehen für den Artikel über die Gewaltbereitschaft junger Radikaler in Chicago mit dem Titel A Wild Night's Ride With SDS.                  |
| Lokaler investigativer Spezialjournalismus (Local Investigative Specialized Reporting)                      | Harold Eugene Martin, Montgomery Advertiser und Alabama Journal | Preis verliehen für die Aufdeckung, dass Gefangene in Alabama zu Experimenten mit Medikamenten und zur Gewinnung von Blutplasma herangezogen werden. |
| Berichterstattung im Inland (National Reporting)                                                            | William J. Eaton, Chicago Daily News                            | Preis verliehen für die Enthüllungen im Rahmen der Berufung des Bundesrichters Clement F. Haynesworth Jr. für den Obersten Gerichtshof der USA.      |
| Auslandsberichterstattung (International Reporting)                                                         | Seymour M. Hersh, Dispatch News Service                         | Preis verliehen für die Enthüllung des Mỹ-Lai-Massaker.                                                                                              |
| Kritik oder Kommentar (Criticism or Commentary)                                                             | Ada Louise Huxtable, The New York Times                         | Preis verliehen für die Kritik im Jahr 1969. |
| Kritik oder Kommentar (Criticism or Commentary)                                                             | Marquis W. Childs, St. Louis Post-Dispatch                      | Preis verliehen für die Kommentare im Jahr 1969. |
| Leitartikel (Editorial Writing)                                                                             | Philip L. Geyelin, The Washington Post                          | Preis verliehen für Leitartikel im Laufe des Jahres.                                                                                                 |
| Karikatur (Editorial Cartooning)                                                                            | Thomas F. Darcy, Newsday                                        | Preis verliehen für die Karikaturen im Jahr 1969. |
| Fotoberichterstattung von aktuellen Schauplätzen (Spot News Photography)                                    | Steve Starr, Associated Press                                   | Preis verliehen für die Fotografie mit dem Titel Campus Guns, aufgenommen an der Cornell-Universität.                                                |
| Feature-Fotoberichterstattung (Feature-Photography)                                                         | Dallas Kinney, Palm Beach Post                                  | Preis verliehen für die Fotografie der Witwe mit Kind von Martin Luther King auf der Beerdigung.                                                     |

| Kategorie                                                   | Preisträger |
| ----------------------------------------------------------- | --- |
| Belletristik (Fiction)                                      | Collected Stories von Jean Stafford                                                                                 |
| Theater (Drama)                                             | No Place To Be Somebody von Charles Gordone                                                                         |
| Geschichte (History)                                        | Present At The Creation: My Years In The State Department von Dean Acheson                                          |
| Biographie oder Autobiographie (Biography or Autobiography) | Huey Long von T. Harry Williams                                                                                     |
| Dichtung (Poetry)                                           | Untitled Subjects von Richard Howard                                                                                |
| Sachbuch (General Nonfiction)                               | Gandhi's Truth (dt. Titel: Gandhis Wahrheit. Über die Ursprünge der militanten Gewaltlosigkeit) von Erik H. Erikson |
| Musik (Music)                                               | Time's Encomium von Charles Wuorinen                                                                                |